# Авеню Кью
«Авеню Кью» (англ. Avenue Q) — комедийный мюзикл Роберта Лопеса и Джеффа Маркса, при участии как актёров людей, так и кукольных персонажей. Бродвейская постановка была номинирована на премию «Тони» в шести номинациях, выиграв в трёх из них: «лучший мюзикл», «лучшее либретто мюзикла» и «лучшая партитура».
Премьера состоялась в 2003 году в театре Vineyard, но уже в июле того же года постановка переехала на Бродвей. Мюзикл имел успех и был сыгран на Бродвее 2534 раза, что ставит его на 24 строку среди мюзиклов по этому показателю. В дальнейшем мюзикл ставился офф-Бродвей и посетил несколько стран с турами.

## Сюжет
Действие происходит в одном из районов Нью-Йорка. Молодой выпускник колледжа, Принстон, в поисках недорогого жилья забредает на авеню Кью. Тем временем жители района — безработный комик Брайан, помощница воспитателя в детском саду Кейт Монстер, сожители Род и Никки, и японская эмигрантка-психотерапевт Кристмас Ив, спорят чья из них жизнь хуже и приходят к выводу, что хуже всех пришлось Гэри Коулману, бывшей телезвезде, а ныне их управдому. Принстон получает ключи от квартиры, а остальные персонажи приветствуют его.
Принстон не может найти работу и задумывается о своём предназначении, Кейт рассказывает ему о своей мечте — школе только для монстров. Кейт, Принстон и примкнувшие к ним Гэри, Брайан и Кристмас Ив приходят к выводу, что они все немного расисты. Кейт узнаёт от своего руководителя, что вскоре ей предстоит провести урок самой и Кейт может выбрать тему урока. Кейт поёт песню про интернет, но вмешивается Трекки Монстер, живущий по соседству, заявляя, что интернет нужен для порнографии. Позднее к Кейт приходит Принстон и приносит аудиокассету с песнями специально для неё, в итоге он приглашает Кейт в кафе посмотреть на новую певицу. В кафе Принстон и Кейт напиваются, а вернувшись домой занимаются сексом. Кейт просыпается позже чем рассчитывала и пропускает урок, который должна была провести. Кейт увольняют с работы, а Принстон дарит ей свою счастливую монету. Принстон и Кейт вместе приходят на свадьбу Брайана и Кристмас Ив, где гости обсуждают слух о том, что Род — гомосексуалист. Род оправдывается заявляя, что в него есть девушка, но она живёт в Канаде. Род обвиняет в распространении слухов Никки и выгоняет его из квартиры. Принстон считает, что отношения с Кейт мешают ему найти своё призвание и пара расстаётся.
Следующие несколько недель Принстон проводит дома и подумывает о суициде. Брайан вытаскивает Принстона на прогулку, где тот встречает Люси, певицу из кафе. Принстон приглашает её к себе, это замечает Кейт. Позднее Кейт решается прийти домой к Принстону и пригласить его на романтическую прогулку на крышу Эмпайр-стейт-билдинг, но застаёт у него дома Люси и просто оставляет записку. Люси рвёт записку. Никки бродяжничает, Гэри застав его за этим признаётся, что испытывает злорадство. Кейт не дождавшись Принстона на крыше, выбрасывает его счастливую монету. Монета попадает прямо по голове Люси, прогуливающейся с Принстоном внизу, и она впадает в кому. Принстон и Кейт встречаются в больнице.
Скитающийся Никки натыкается на Принстона и клянчит у него деньги, но Принстон понимает, что ему самому нужны деньги чтобы открыть школу для монстров, о которой мечтает Кейт. Принстон и Никки начинают обходить жителей района и просить у них деньги, но их дела идут без особых успехов, пока они не обращаются к Трекки. Трекки отдаёт им деньги которые он заработал на интернет-порнографии. У Кейт появляется своя школа; Брайан находит работу и готовится к переезду; Род признаётся, что он гей и просит Никки вернуться, но Никки представляет ему нового сожителя Рикки, который выглядит как Никки, но он гей; Люси выписывается из больницы и становится набожной. На авеню Кью въезжает новый жилец, как Принстон — недавний выпускник колледжа. Принстон видит своё призвание в помощи таким людям, но новый жилец отказывается от его помощи и грубо посылает Принстона. Принстон расстраивается и заявляет, что похоже он никогда не найдёт своего предназначения, но остальные персонажи пытаются взбодрить его и поют песню о том, что в жизни всё временно.

## Актёрский состав
| Персонаж          | Актёры постановки в Бродвее | Актёры постановки в Лондоне | Актёры постановки в Лас-Вегасе | Актёры первого национального тура |
| ----------------- | --------------------------- | --------------------------- | ------------------------------ | --------------------------------- |
| Принстон/Род      | Джон Тарталья               | Джон Робинс                 | Джон Тарталья                  | Роб Макклюр                       |
| Кейт Монстер/Люси | Стефани Д’Абруццо           | Джули Атертон               | Бринн О’Мэлли                  | Келли Сойер                       |
| Никки/Трекки      | Рик Лайон                   | Саймон Липкин               | Рик Лайон                      | Кристиан Андерсон                 |
| Гэри Коулман      | Натали Винишия Белкон       | Джиллз Терера               | Тоня Диксо                     | Карла Рената                      |
| Кристмас Ив       | Энн Харада                  | Энн Харада                  | Анджела Аи                     | Анджела Аи                        |
| Брайан            | Джордан Гелбер              | Сион Ллойд                  | Николас Кон                    | Коул Портер                       |
| Миссис Т.         | Дженнифер Барнхарт          | Клер Фостер                 | Шарон Уитли                    | Мингли Чен                        |

## Музыкальные партии
| Акт I - «The Avenue Q Theme» — жители авеню Кью - «What Do You Do with a B.A. in English?» — Принстон - «It Sucks to Be Me» — Брайан, Кейт, Род, Никки, Кристмас Ив, Гэри Коулман, Принстон - «If You Were Gay» — Никки, Род - «Purpose» — Принстон - «Everyone’s a Little Bit Racist» — Принстон, Кейт, Гэри, Брайан, Кристмас Ив - «The Internet Is for Porn» — Кейт, Трекки Мостер, Брайан, Гэри, Род, Принстон - «Mix Tape» — Кейт, Принстон - «I’m Not Wearing Underwear Today» — Брайан - «Special» — Люси - «You Can Be as Loud as the Hell You Want (When You’re Makin' Love)» — Гэри, Принстон, Кейт, Брайан, Кристмас Ив - «Fantasies Come True» — Род, Кейт, Принстон, Никки - «My Girlfriend, Who Lives in Canada» — Род - «There’s a Fine, Fine Line» — Кейт | Акт II - «There Is Life Outside Your Apartment» — Брайан, Принстон, Кристмас Ив, Гэри, Никки, Трекки Монстер, Люси - «The More You Ruv Someone» — Кристмас Ив, Кейт - «Schadenfreude» — Гэри, Никки - «I Wish I Could Go Back to College» — Кейт, Никки, Принстон - «The Money Song» — Никки, Принстон, Гэри, Брайан, Кристмас Ив - «School for Monsters» — Трекки Монстер - «The Money Song» (Reprise) — Никки, Принстон, Гэри, Брайан, Кристмас Ив - «There’s a Fine, Fine Line» (Reprise) — Принстон, Кейт - «What Do You Do With a B.A. in English?» (Reprise) — новый житель - «For Now» — Кейт, Брайан, Гэри, Принстон, Никки, Род, Кристмас Ив, Трекки Монстер, Люси |

## Отзывы
«Авеню Кью» получил в основном положительные отзывы, как в США, так и в других странах.
Театральный критик из New York Times назвал мюзикл прорывным и сравнил влияние которое он способен оказать с влиянием «Вестсайдской истории» и «Король и я». Критик из The New Yorker охарактеризовал мюзикл как гениальную смесь «Реального мира» и «Улицы Сезам».
Entertainment Weekly в 2010 году включил «Авеню Кью» в список лучших вещей минувшего десятилетия.

## Награды и номинации
| Год  | Название премии     | Категория                        | Номинант                         | Результат |
| ---- | ------------------- | -------------------------------- | -------------------------------- | --------- |
| 2003 | Drama Desk Award    | «Лучший мюзикл»                  | «Лучший мюзикл»                  | Номинация |
| 2003 | Drama Desk Award    | «Лучшая книга для мюзикла»       | Джефф Уитти                      | Номинация |
| 2003 | Drama Desk Award    | «Лучшая актриса в мюзикле»       | Стефани Д’Абруццо                | Номинация |
| 2003 | Drama Desk Award    | «Лучшее либретто»                | Роберт Лопес и Джефф Маркс       | Номинация |
| 2003 | Drama Desk Award    | «Лучшая музыка мюзикла»          | Роберт Лопес и Джефф Маркс       | Номинация |
| 2004 | Tony Award          | «Лучший мюзикл»                  | «Лучший мюзикл»                  | Победа    |
| 2004 | Tony Award          | «Лучшая партитура»               | Джефф Уитти                      | Победа    |
| 2004 | Tony Award          | «Лучшее либретто мюзикла»        | Роберт Лопес и Джефф Маркс       | Победа    |
| 2004 | Tony Award          | «Лучшая мужская роль в мюзикле»  | Джон Тарталья                    | Номинация |
| 2004 | Tony Award          | «Лучшая женская роль в мюзикле»  | Стефани Д’Абруццо                | Номинация |
| 2004 | Tony Award          | «Лучшая режиссура мюзикла»       | Джейсон Мур                      | Номинация |
| 2004 | Theatre World Award | Theatre World Award              | Стефани Д’Абруццо                | Победа    |
| 2004 | Theatre World Award | Theatre World Award              | Джон Тарталья                    | Победа    |
| 2005 | Grammy Award        | «Лучший альбом музыки к мюзиклу» | «Лучший альбом музыки к мюзиклу» | Номинация |

| Год  | Название премии         | Категория                     | Результат |
| ---- | ----------------------- | ----------------------------- | --------- |
| 2007 | Laurence Olivier Award  | «Лучший новый мюзикл»         | Номинация |
| 2007 | Whatsonstage.com Awards | «Лучший новый мюзикл»         | Номинация |
| 2007 | Whatsonstage.com Awards | «Лучшее выступление ансамбля» | Победа    |